# Praha (Schiff, 1865)
Der Raddampfer Praha wurde 1865 in der Schiffswerft Karolinenthal in Prag von der Prager Maschinenbau AG vormals Ruston & Co. gebaut. Das Schiff wurde mit der Baunummer 45 auf Kiel gelegt und am 25. August 1865 in Dienst gestellt.

## Geschichte
Nach der Gründung der Prager Dampfschiffahrtsgesellschaft auf der Moldau (Pražská společ nost pro paroplavbu na řece Vltavě) wurde von den Verantwortlichen Ende März 1865 das Unternehmen Ruston & Co. mit dem Bau eines Schiffes beauftragt. Als Liefertermin wurde der 15. August 1865 festgelegt. Da der Platz zum Bau des Schiffes in Karolinenthal nicht ausreichte, wurde die Endmontage des Schiffes aus den in Karolinenthal gefertigten Einzelteilen auf einem angemieteten Gelände in Smíchov durchgeführt. Der Stapellauf erfolgte am 10. August und die Probefahrt nach Štěchovice am 15. August 1865. Die Übergabe des Schiffes erfolgte erst am 25. August 1865. Da damit der Liefertermin nicht eingehalten wurde, musste Ruston 20 Gulden Strafe für jeden Tag späterer Auslieferung zahlen. Die Gesellschaft zahlte deshalb für das Schiff mit 29.300 Gulden 200 Gulden weniger als vereinbart.
Am 26. August fand die feierliche Eröffnungsfahrt des Glattdeckdampfers nach Štěchovice statt. Neben den Gesellschaftern der Dampfschiffahrtsgesellschaft waren der Vizepräsident der Böhmischen Statthalterei, Graf Anton Lažanzky, der Statthalterrat Wenzel Rieger, Ritter von Riegershofen, der Bürgermeister von Prag Wenzel Bělský sowie der kaiserlich-königlicher Schiffmeister Karl Adalbert (Vojtěch) Ritter von Lanna mit an Bord.

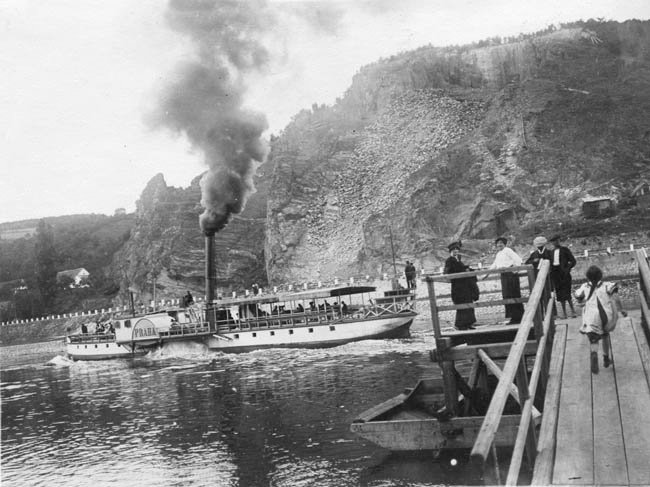
Raddampfer Praha in Vrané nad Vltavou

Das Schiff verfügte über zwei Salons der 1. und 2. Klasse. Am 1.-Klasse-Salon befanden sich die Damentoilette und die Kapitänskajüte. Am 2.-Klasse-Salon befanden sich die Kajüte des Steuermanns und des Dampfmaschinisten. Im Vorderschiff gab es zwei Schlafplätze für die Mannschaft. Neben einem Restaurant verfügte das Schiff auch über eine Küche.
Die Schreibweise des Schiffsnamens wurde auf dem rechten Radkasten auf Deutsch mit Prag und auf dem linken Radkasten auf Tschechisch mit Praha festgelegt. Eingesetzt wurde das Schiff im Liniendienst auf der Strecke Prag – Štěchovice.
Nachdem Österreich im Deutschen Krieg gegen Preußen am 3. Juli 1866 die Schlacht bei Königgrätz verloren hatte, besetzten preußische Truppen am 8. Juli 1866 Prag. Daraufhin wurde der Schiffsverkehr eingestellt. Erst nach dem Prager Frieden vom 23. August 1866 zogen die preußischen Truppen ab und der Schiffsverkehr konnte wieder aufgenommen werden.
1872 musste der Schiffsboden erneuert werden. Nach der Saison 1895 wurde das Schiff in der Werft der Prager Maschinenbau-Aktiengesellschaft vorm. Ruston & Co. (Prazská akciová strojírna dríve Ruston a spol / PAS) generalüberholt und erhielt eine elektrische Beleuchtung sowie einen neuen Dampfkessel.
1921 wurde das Schiff für 29.500 Złoty nach Polen verkauft. Am 29. April 1921 wurde es der polnischen Schifffahrt in Krakau (Żegluga polska w Krakowie) übergeben. Hier soll es bis 1950 unter dem Namen Stanislaw im Einsatz gewesen sein. Danach soll es nach Bydgoszcz (Bromberg) verkauft worden sein. Der weitere Verbleib ist unbekannt.

## Die Dampfmaschine
Die Dampfmaschine war eine oszillierende Niederdruck-Zweizylinder-Zwillings-Dampfmaschine mit Einspritzkondensation mit einer Leistung von 58 PS mit der Seriennummer 384. Gebaut wurde sie, wie auch der Ein-Flammrohr-Kofferkessel mit 1,4 bar Dampfdruck von der Schiffs- und Maschinenbauanstalt Ruston & Co. in Prag. 1895/96 erhielt das Schiff von der PAS einen neuen Zwei-Flammrohr-Zylinderkessel und eine neue Dampfmaschine mit der Seriennummer 1532.